# Poliandria

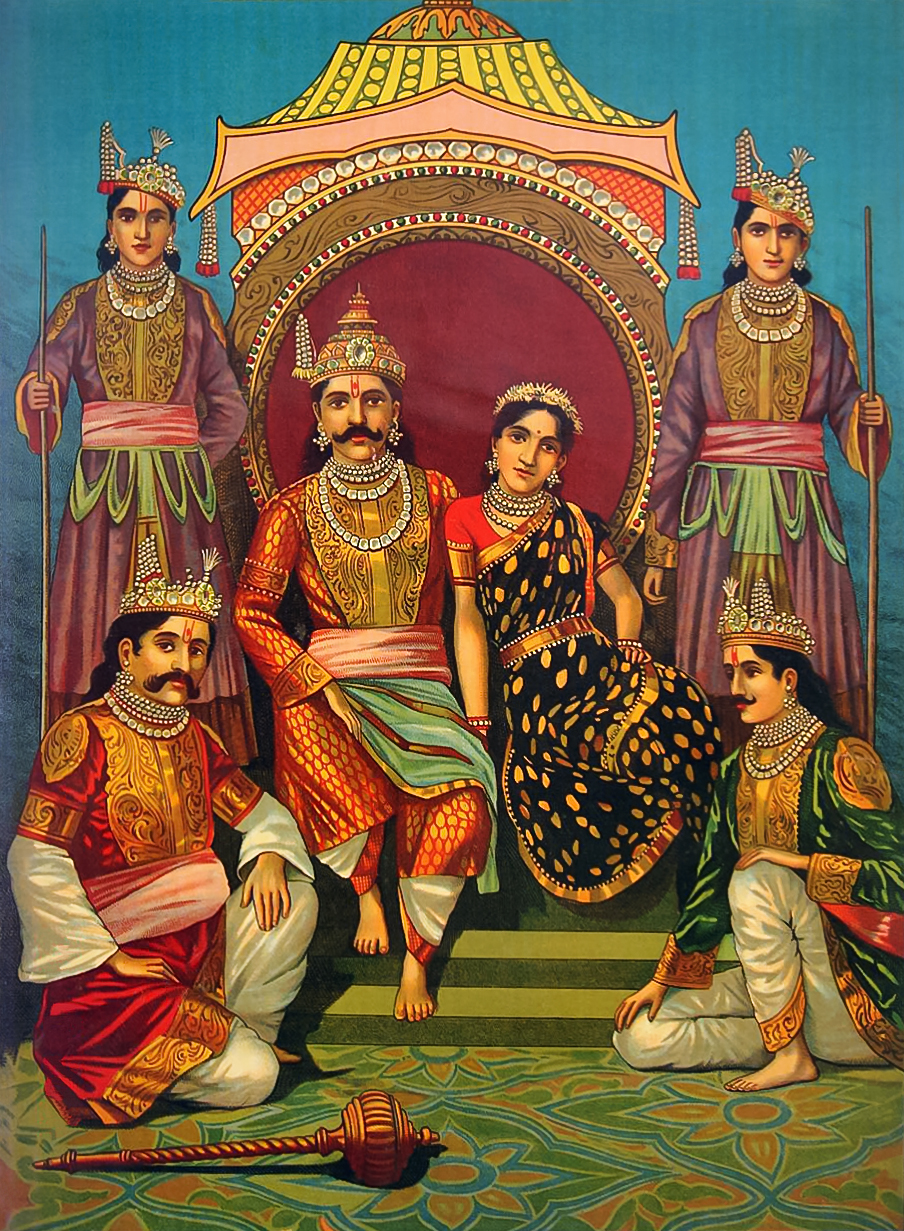
Draupadi com seus cinco maridos.

Poliandria (grego: poly- muitos, andros- homem) é a união em que uma só fêmea é ligada a dois ou mais machos ao mesmo tempo, podendo garantir uma maior chance de descendentes, entre outras vantagens. É um sistema de acasalamento que é o oposto da poliginia, forma de poligamia em que um macho possui duas ou mais parceiras.

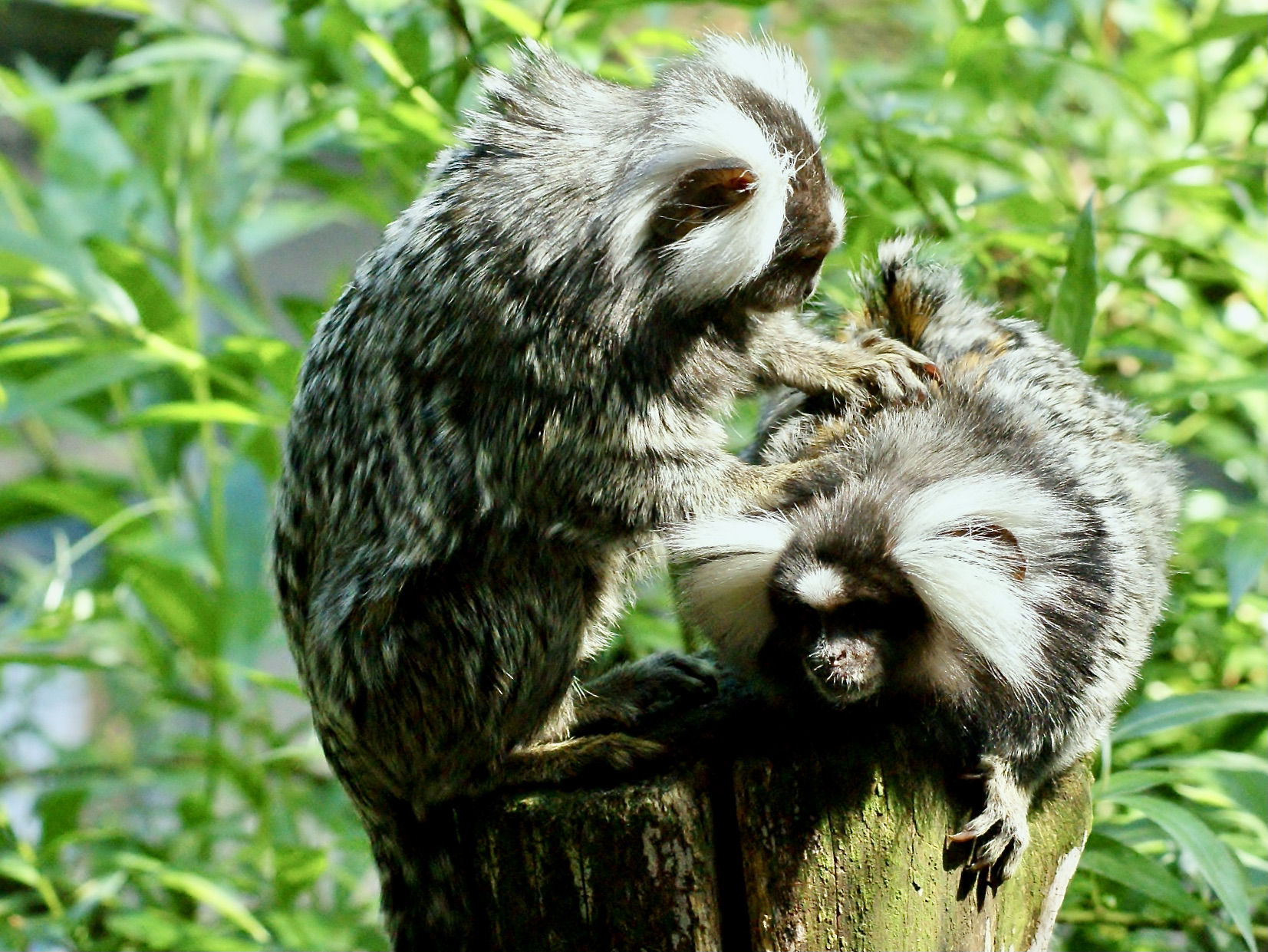
Sagui-de-tufo-branco (Callithrix jacchus) é um primata que apresenta comportamento sexual monogâmico, poliândrico ou poliginiândrico (poliginia+poliandria).

É crença comum de muitos antropólogos que a forma mais comum de poliandria é aquela em que dois ou mais irmãos desposam a mesma mulher. É notável que a poliandria é um tipo de poligamia menos frequente na história da humanidade que o é a poliginia, por motivos vários.
O historiador estadunidense Edward McNall Burns observa que: "(a poliandria) parece desenvolver-se sob condições de extrema pobreza, em que vários homens precisam reunir os seus recursos para comprar ou sustentar uma esposa, ou em que o infanticídio feminino é praticado como meio de controlar o crescimento da população. Este último costume não tarda a produzir um excesso de indivíduos masculinos ."
A fisiologia reprodutiva humana indica que a competição entre espermatozoides de dois machos diferentes em uma única cópula não é comum em humanos, principalmente em comparação com outras espécies de primatas.

## Poliandria e religião
A poliandria é expressamente proibida na Bíblia hebraica, pois é considerada adultério, o que acarreta pesados ônus para as mulheres praticantes e os nascidos de tais relações. Entretanto, esse julgamento não é feito aos homens que possuem mais de uma esposa, havendo diversas passagens bíblicas que citam este tipo de relação. 
O Islamismo também veta esse tipo de poligamia, apesar de aceitar a poliginia. 

## Ocorrências
Há ou houve ocorrências de poliandria no Tibete, no Ártico Canadense, no Nepal, Butão e Sri Lanka.  Não se conhece comunidades indígenas contemporâneas que pratiquem a poliandria envolvendo machos não-aparentados.
No território onde hoje chamam de Brasil, no estado de Santa Catarina, o povo Xócleng pratica a poliandria (além da poliginandria).

## Em animais

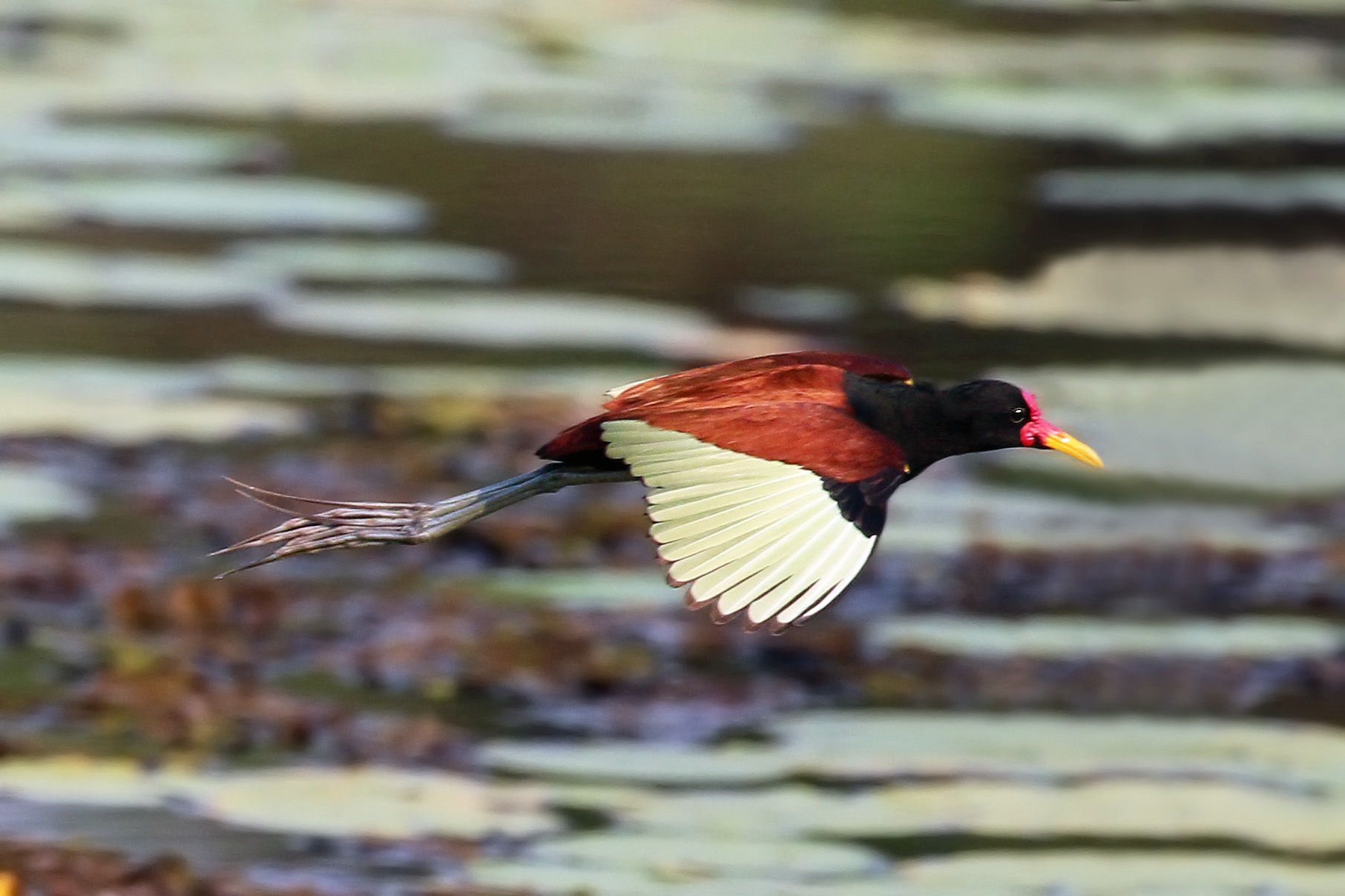
Jacana jacana

A poliandria ainda é um quebra cabeça que tenta ser montado por diversos etólogos, levando em consideração o custo-benefício de tal comportamento e suas implicações. A maioria dos exemplos estudados e encontrados de poliandria na natureza são de aves e mamíferos. Um deles é a espécie de pássaro Actitis macularius (Maçarico-maculado), que em uma mesma estação reprodutiva as fêmeas copulam com dois a três machos

### Vantagens
Algumas possíveis vantagens da poliandria para as fêmeas são: 
- maior cuidado parental;
- maior variabilidade genética;
- defesa de território/prole;
- menor risco de infanticídio.

Apesar de existirem diversas vantagens para a espécie, na poliandria há uma balança que é levada em consideração. No caso de fêmeas que possuem um parceiro social, ou seja “fixo”, e um parceiro extra-par, elas acabam por ter muitos gastos. O macho não sabe dessas atividades, o que leva a um custo de tempo e energia da fêmea, que sai a procura de outros para acasalar, se arriscando até a contrair doenças sexualmente transmissíveis. Fora isso, ainda há o risco de se perder o cuidado parental do parceiro fixo caso ele descubra, e do mesmo ainda matar a prole em algumas situações. (consultar infanticídio ao final da página)

### Formação de haréns
Além da poliandria ser comum, é benéfica para ambos em alguns casos. Em algumas espécies as fêmeas tentam monopolizar seus parceiros, através da formação de harém de machos, como é o exemplo da ave Jaçanã (Jacana jacana), mas praticado por toda a família Jacanidae. Nessa espécie a fêmea domina o harém, que contém em sua maioria 4 machos, e defende agressivamente o território de qualquer possível ameaça, em particular, de outras fêmeas. O macho por sua vez cuida da prole e do ninho, sendo que cada indivíduo é provido de uma postura da parceira. Com machos monogâmicos e fêmeas poliândricas, há uma chance deles estarem cuidando da prole de outro macho, pois 75% das posturas têm a paternidade misturada. 
Apesar do macho fazer a corte da fêmea, em Buteo galapagoensis, o falcão-dos-galápagos, o acasalamento ocorre com parceiros diferentes. Isso permite o revezamento na proteção e incubação dos ovos, e posteriormente na alimentação dos filhotes. Sua fêmea poliândrica, utiliza da maior quantidade de machos monogâmicos (até sete) ao seu redor para proteção territorial, garantindo assim o cuidado da prole.

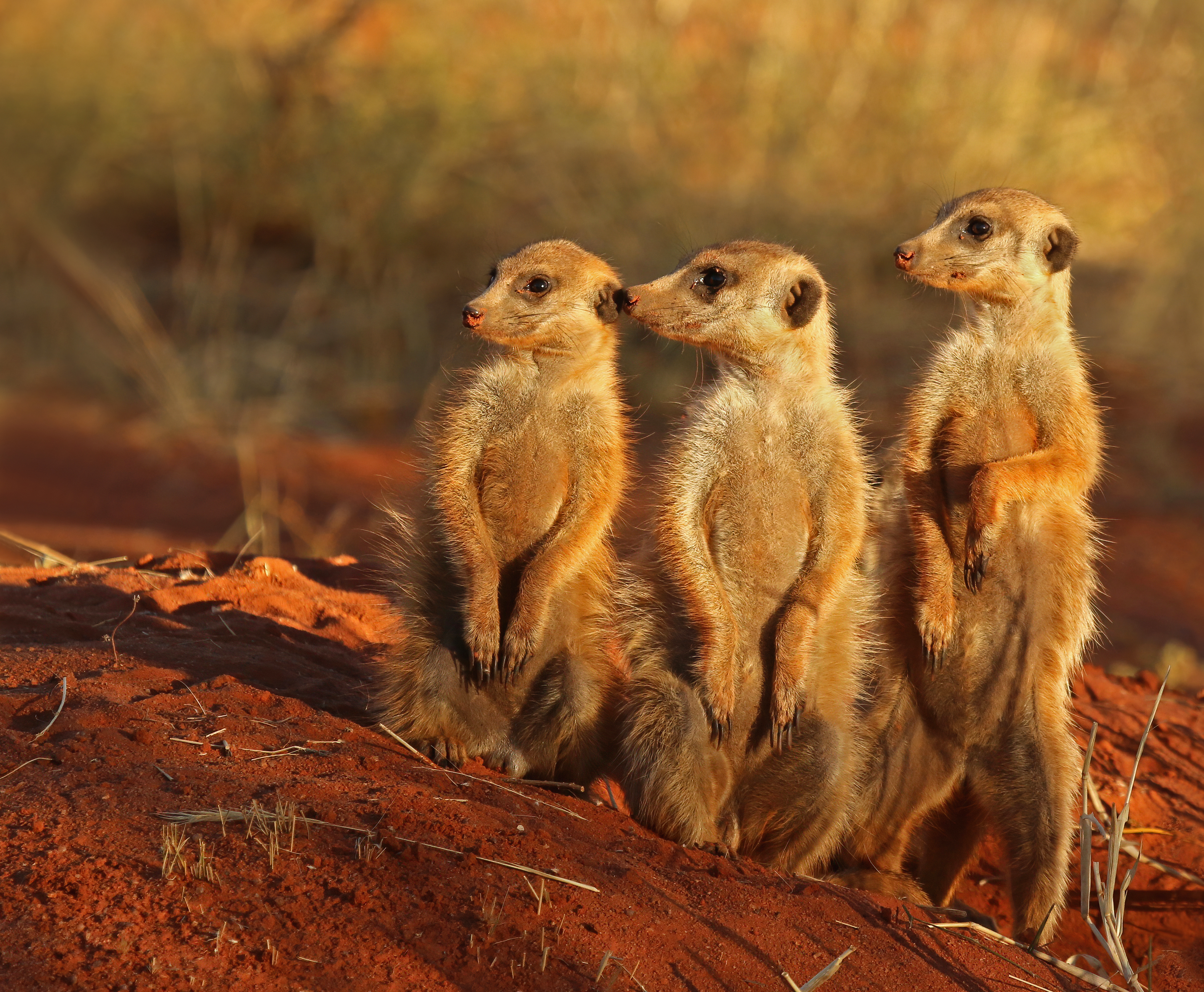
Suricata suricatta

Já em mamíferos, é possível encontrar os suricatos (Suricata suricatta), onde as fêmeas dessa espécie também possuem harém nos quais acasalam com machos dominantes. Eles vivem em grupos onde há fêmeas subordinadas, machos subordinados e machos dominantes; no entanto, a fêmea dominante acasala com os machos dominantes. Se em algum momento a fêmea dominante sente-se ameaçada por alguma fêmea subordinada, ela expulsa a fêmea subordinada para não correr o risco de perder o domínio do seu harém. 
Há também o abandono do parceiro, como no borrelho-de-coleira-interrompida (Charadrius alexandrinus). Nesse espécie não é formado de um grupo seleto/harém. Primeiramente, o casal é formado por um macho e fêmea exclusivos, mas após a primeira ninhada um dos parceiros pode abandonar seu atual companheiro, o deixando tomar conta de sua prole já nascida, indo atrás de outro indivíduo para conquistar e reproduzir novamente. Tanto o macho quanto a fêmea podem apresentar tal comportamento, sendo mais comum neste primeiro. 

## Benefícios genéticos/indiretos
Algumas fêmeas são voluntariamente poliândricas, e podem até mesmo forçar seu machos a serem monogâmicos. Através desse comportamento elas podem obter retornos positivos a curto e longo prazo, como em Apis Mellifera.  (ver exemplo em Sistemas de Acasalamento). Algumas hipóteses foram levantadas para tentar responder porquê essas fêmeas realizam acasalamento extra-par
- Hipótese do seguro-fertilidade: há uma maior chance dos óvulos serem fecundados ao acasalar, visto que as chances da eficácia quando praticada a monogamia são menores devido à quantidade de esperma.
- Hipótese dos bons genes: ao acasalar com vários machos a probabilidade que a qualidade genética vinda de parceiros não-sociais aumente, o que acarretará no possível melhoramento genético da prole e no seu cortejo sexual.

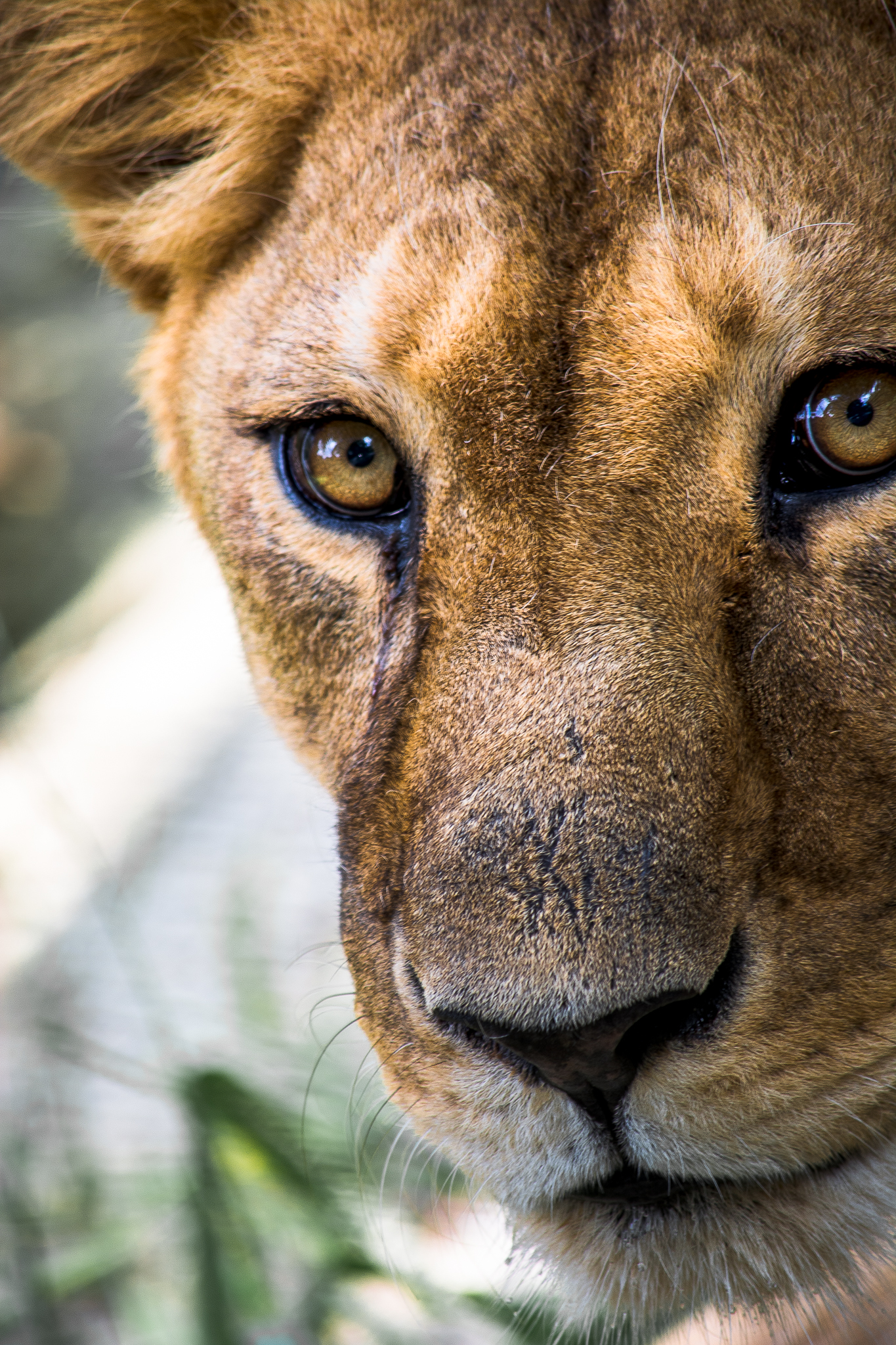
As Leoas (Panthera Leo) usam como estratégia o acasalamento com machos de fora do seu bando. Dessa forma elas têm crias de diversos indivíduos, e caso o macho alfa seja destronado, o novo líder não mata toda a prole, não correndo o risco de matar seu próprio descendente (infanticídio).

- Hipótese da compatibilidade genética: no mesmo ramo da hipótese dos bons genes, o acasalamento com mais machos aumentará a probabilidade de que a variabilidade genética seja maior, assim resultando numa compatibilidade mais próxima entre o DNA vindo da fêmea e do macho.

## Benefícios materiais/diretos
- Hipótese de mais recursos: mais machos significa mais recursos recebidos de parceiros sexuais para uma fêmea, acarretando em por exemplo, menor necessidade de busca por alimentos ou de materiais para nidificação.[13]
- Hipótese de mais cuidado: com maior quantidade de machos envolvidos na criação da prole, desde a nidificação até a alimentação, maiores e mais bem divididos são os cuidados.
- Hipótese da melhor proteção: mais machos permitem maior proteção do território e das fêmeas, evitando ataques de outros indivíduos.
- Hipótese da redução do infanticídio: com o acasalamento extra-par e a presença de diversos machos no mesmo ambiente, há a incerteza da paternidade de cada indivíduo. Isso gera uma perda menor de filhotes, pois os machos preferem não cometer infanticídio a fim de não perder sua possível prole.